# Герб Жарковского района
 Герб муниципального образования «Жарко́вский район» Тверской области Российской Федерации является символом общественно-исторического и административного статуса района.
Герб утверждён Постановлением № 16 Собрания депутатов Жарковского района Тверской области 30 марта 2001 года.
Герб внесён в Государственный геральдический регистр Российской Федерации под регистрационным номером 713.

## Описание герба
« Зелёный и лазоревый щит разделён тонким волнистым серебряным поясом; в зелёном поле летящая золотая сова, простершая обе лапы вправо; в лазоревом поле — пять (три и два) золотых с зелеными лепестками цветков клюквы».

## Обоснование символики
Герб Жарковского района отражает природу лесного края.
Зелёное поле — богатство лесов; клюква — богатство клюквой.
Белая волнистая полоска — символизирует реку Межу, протекающую через всю территорию района.
Атакующая сова символизирует — уединённость, отдалённость, мудрость и быстроту реакции.

## История герба
Герб района разработан при содействии Союза геральдистов России.
Авторы герба: Лавренов Владимир Ильич, Мочёнов Константин Фёдорович